# Religión en Armenia

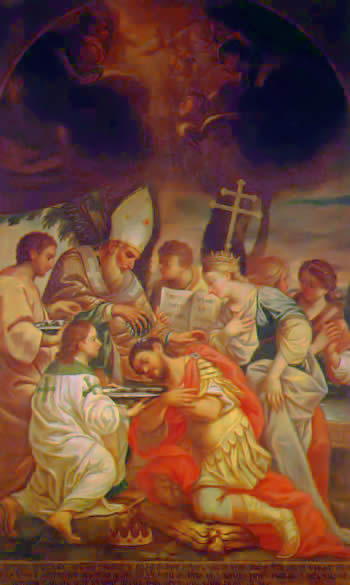
El bautismo de Tiridates III.

La religión en Armenia es un aspecto muy significativo de la historia de Armenia en la región del Cáucaso, especialmente por la particularidad de sus vecinos. Alrededor del 99% de los armenios profesa el cristianismo. El país tiene su propia iglesia, la Iglesia apostólica armenia; fundada en el siglo I, es la iglesia nacional más antigua del mundo, ya que en el año 301 se convirtió en la primera rama del cristianismo en convertirse en una religión de Estado. La minoría religiosa más grande está compuesta por los nuevos conversos al protestantismo y al cristianismo no trinitario que, combinados, hace un total de 38 949 fieles (1,3%). Debido a la gran homogeneidad étnica del país, las religiones no cristianas, como el yazidismo y el islam, cuentan con pocos miembros, sobre todo desde la guerra de Nagorno-Karabaj.

## Libertad religiosa
La Constitución de Armenia, no reconoce la libertad de religión . Reconoce "la misión exclusiva de la Iglesia armenia como iglesia nacional en la vida espiritual, el desarrollo de la cultura nacional, y la preservación de la identidad nacional de los pueblos de Armenia". La ley establece algunas restricciones sobre la libertad religiosa de los grupos religiosos distintos de la Iglesia Armenia. La Ley de libertad de conciencia establece la separación de Iglesia y Estado, pero otorga el estatus oficial de la Iglesia armenia como la iglesia nacional.

## Demografía confesional

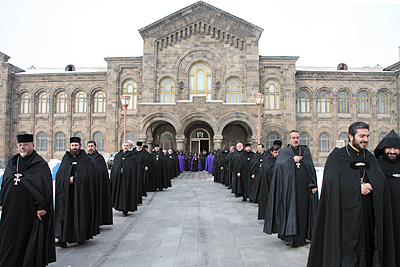
Procesión de sacerdotes armenios

El país tiene una superficie de 30 000 km² y una población de tres millones de habitantes. Aproximadamente el 98 % de la población es de origen armenio. La relación entre la etnia armenia y la Iglesia apostólica armenia es muy fuerte. El 97% de los ciudadanos pertenecen a la Iglesia Apostólica Armenia, una denominación cristiana oriental en comunión con las demás Iglesias ortodoxas orientales. La Iglesia Apostólica Armenia tiene su centro espiritual en la Catedral de Echmiadzin. El jefe de la iglesia es Catholicos Karekin II.
Según el censo de 2011, la relación de las distintas religiones en Armenia es la siguiente: el cristianismo 2 862 366 (98%) de los cuales 2 797 187 pertenecen a la Iglesia Apostólica Armenia (96%), 29 280 a la Evangélica, 13 996 a la Católica armenia, 8 695 de Testigos de Jehová, 8 587 ortodoxos (ruso, ucraniano, georgiano, griego), 2 874 molokanos (rusos no ortodoxos), 1 733 Iglesia asiria de Oriente (nestorianos), 733 protestantes, 241 mormones, yazidis (0,8%), el paganismo (0,2%), 812 al islam, 5 299 a otra religión (0,2%) y 121 587 sin respuesta (4%).
Los yazidis se concentran principalmente en las zonas agrícolas de todo el Monte Aragats, al noroeste de la capital, Ereván, viven en 19 aldeas de la provincia de Aragatsotn, dos pueblos de la provincia de Armavir, y un pueblo de la provincia de Ararat. Los armenios católicos viven principalmente en la región norte, en siete aldeas de la provincia de Shirak y seis aldeas de la provincia de Lori. La mayoría de los judíos, los mormones, los bahaíes, los cristianos ortodoxos orientales y los católicos residen en Ereván. En la capital también hay una pequeña comunidad de musulmanes, incluyendo kurdos, iraníes y residentes temporales procedentes de Oriente Medio. Los molokanes viven en diez aldeas de la provincia de Lori, dos pueblos de la provincia de Shirak y dos pueblos de la provincia de Gegharkunik.

## Ortodoxia oriental
El cristianismo fue introducido por primera vez por los apóstoles Bartolomé y Judas Tadeo, en el siglo I. Armenia se convirtió en el primer país que estableció el cristianismo como religión de Estado, cuando, en un evento tradicional que data del 301, San Gregorio el Iluminador convenció a Tiridates III, rey de Armenia, a convertirse al cristianismo. Antes de eso, la religión dominante era el zoroastrismo y, en menor grado, el paganismo.

## Otras confesiones

### Iglesia católica armenia
La Iglesia católica armenia (una iglesia católica oriental en plena comunión con Roma) formó una diócesis en Armenia en 1991, tras el colapso de la Unión Soviética. Alegó unos 200 000 adherentes en el "Ordinariato para Europa del Este" (con sede en Gyumri) en 2000, y 490 000 en 2008.

### Bahaísmo
La fe bahá'í en Armenia comenzó con algunas implicaciones en los destierros y ejecución del Báb, el Fundador de la fe bábí, considerado por los bahaíes como una religión precursora. El mismo año de la ejecución del Báb la religión fue introducida en Armenia. Durante el período de la política soviética de opresión religiosa, los bahaíes de Armenia perdieron el contacto con los bahaíes en otros lugares. Sin embargo, en 1963 se identificaron las comunidades en Ereván y Artez. Después de la Perestroika se formaron las primeras Asambleas Espirituales Locales bahaíes de Armenia en 1991 y eligieron su primera Asamblea Espiritual Nacional en 1995. A partir de 2004 los bahaíes afirman contar con alrededor de 200 miembros en Armenia, pero desde 2001 Operation World estima su número en 1 400 fieles aproximadamente.

### Islam

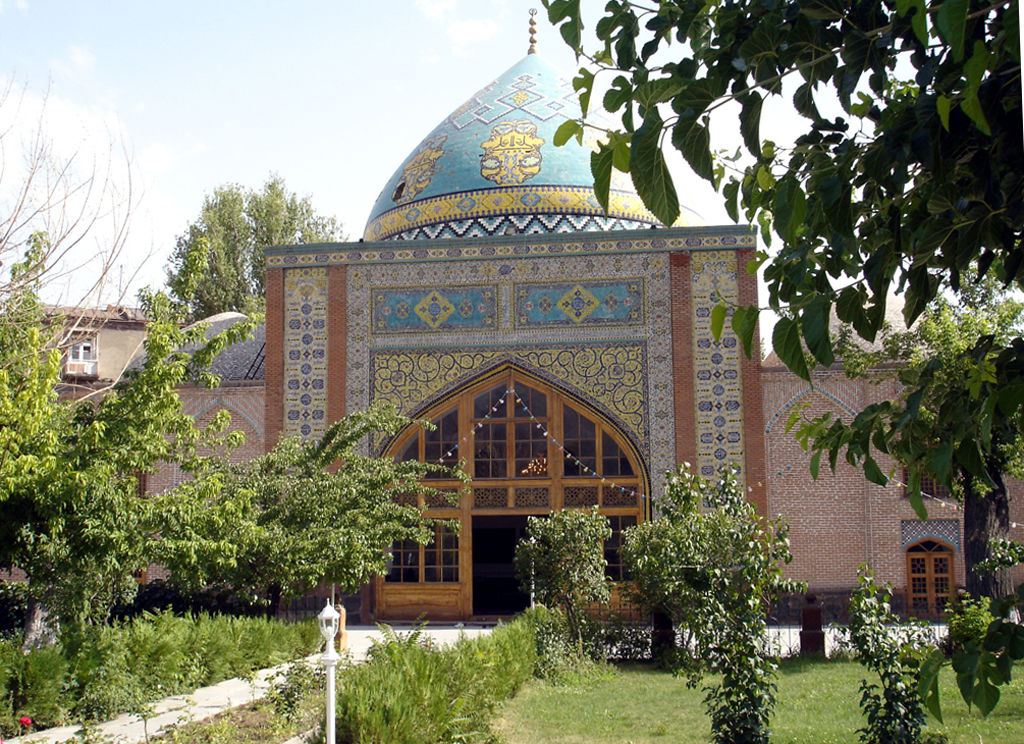
La Mezquita Azul de Ereván.

Los azeríes y los kurdos que viven en Armenia tradicionalmente practicaban el islam, pero la mayoría de los azeríes huyeron del país debido a la guerra de Nagorno-Karabaj. Alrededor de un millar de musulmanes viven en Ereván y aún permanece en pie una mezquita de uno del siglo XVIII, la Mezquita Azul, abierta para la oración del viernes. En 2009, el Centro de Investigación Pew estimó que menos del 0,1% de la población, o alrededor de mil personas, eran musulmanes.

Durante 1988-1991 la gran mayoría de musulmanes, principalmente azeríes y kurdos musulmanes, huyeron del país como resultado de la guerra de Nagorno-Karabaj y la continuación del conflicto entre Armenia y Azerbaiyán. También hay una comunidad importante de kurdos Yazidi (50-70 000 personas) que no se vieron afectados por este conflicto. Desde principios de 1990 y tras la independencia del país, Armenia también ha atraído a diversos grupos esotéricos y sectarios.
Armenia sigue siendo uno de los países étnicamente más homogéneos de Europa, al estar compuesto por armenios en un 97,9%, rusos en un 0,5%, kurdos en un 1,3% y otras etnias en un 0,3% (2001).

### Judaísmo
Los judíos cuentan con una presencia histórica en Armenia. Durante la época soviética, Armenia era considerada como una de las repúblicas más tolerantes de judíos en la Unión Soviética. Actualmente se estima que hay 750 judíos en el país, el remanente de una comunidad una vez importante. La mayoría dejaron Armenia para marcharse a Israel después de la caída de la Unión Soviética, debido a la insuficiencia de servicios. Aun así, a pesar de los pequeños números, existe una alta tasa de matrimonios mixtos y un aislamiento relativo para ayudar a la comunidad a satisfacer sus necesidades.

## Lecturas relacionadas
- Guroian, Vigen. "Armenia." In The Encyclopedia of Christianity, edited by Erwin Fahlbusch and Geoffrey William Bromiley, 125-126. Vol. 1. Grand Rapids: Wm. B. Eerdmans, 1999. ISBN 0802824137
- Charles, Robia: "Religiosity in Armenia, Georgia and Azerbaijan" en Caucasus Analytical Digest No. 20
- Harutyunyan, Harutyun: "The Role of the Armenian Church During Military Conflicts" en Caucasus Analytical Digest No. 20